# Sympetrum ambiguum
Sympetrum ambiguum е вид водно конче от семейство Libellulidae. Видът не е застрашен от изчезване.

## Разпространение и местообитание
Разпространен е в Канада (Онтарио) и САЩ (Айова, Алабама, Арканзас, Вирджиния, Делауеър, Джорджия, Илинойс, Индиана, Канзас, Кентъки, Луизиана, Мериленд, Минесота, Мисисипи, Мисури, Мичиган, Небраска, Ню Джърси, Оклахома, Охайо, Пенсилвания, Северна Каролина, Тексас, Тенеси, Флорида и Южна Каролина).
Обитава гористи местности, езера, блата, мочурища и тресавища.

## Описание
Популацията на вида е стабилна.